# Greguería

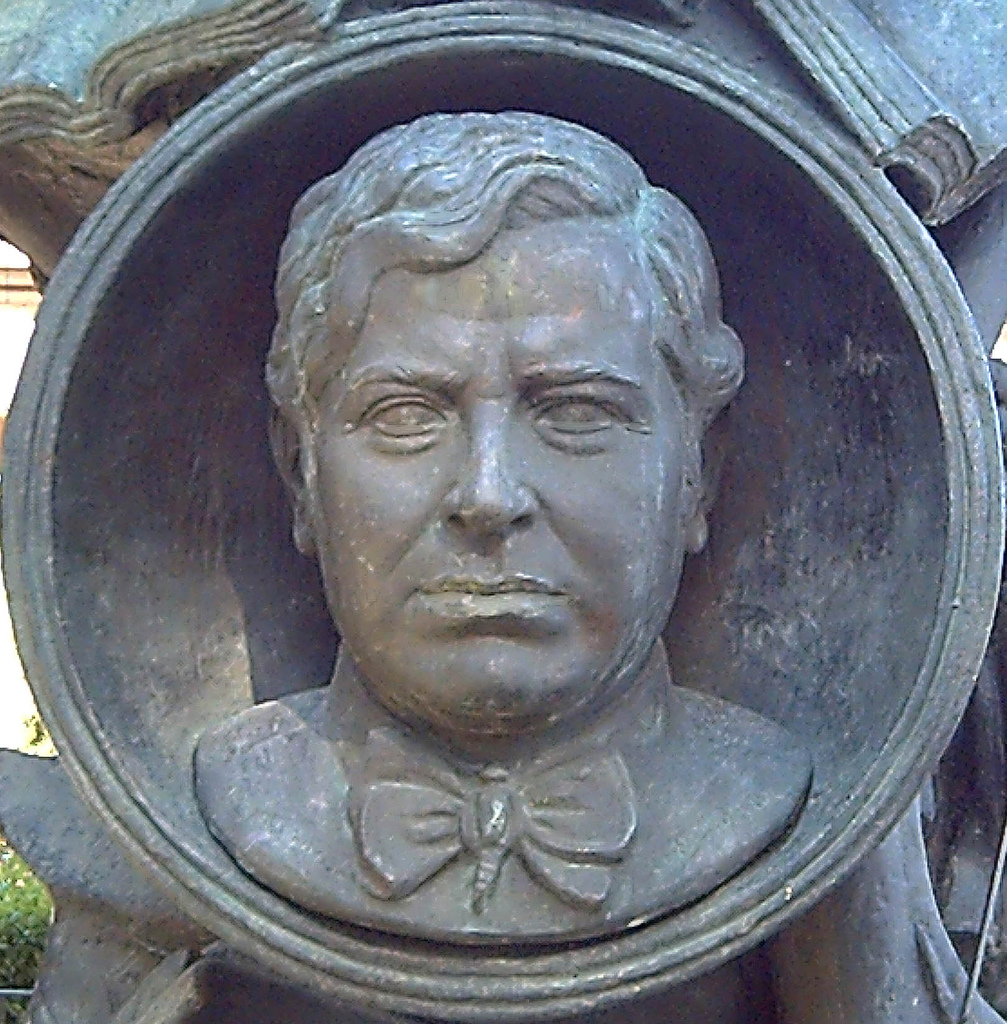
Monument à Ramón Gómez de la Serna, auteur des greguerías, à Madrid.

La greguería est une figure littéraire inventée par l'écrivain espagnol Ramón Gómez de la Serna. Les greguerías sont des sentences ingénieuses et en général brèves qui surgissent d'un choc entre la pensée et la réalité. 

## Définition
Ramón Gómez de la Serna la définit schématiquement ainsi :
{\displaystyle humour+m{\acute {e}}taphore\longmapsto greguer{\acute {\iota }}a}
L'image sur laquelle est basée la greguería peut surgir de façon spontanée, mais sa formulation linguistique est très élaborée car elle se doit de recueillir de façon synthétique, ingénieuse et humoristique l'idée à transmettre.
L'effet de surprise s'obtient à travers :
1. L'association visuelle de deux images : La lune est le hublot du vaisseau de la nuit. « La luna es el ojo de buey del barco de la noche. »
2. L'inversion d'une relation logique : La poussière est pleine d'anciens éternuements oubliés. « El polvo está lleno de estornudos viejos y olvidados. »
3. L'association libre de concepts liés : La paire d'œufs que nous mangeons semblent jumeaux, pourtant ils ne sont même pas cousins au troisième degré. « El par de huevos que comemos parecen gemelos, pero ni siquiera son primos terceros. »
4. L'association libre de concepts opposés : Le plus important dans la vie c'est de n'être pas mort. « Lo más importante en la vida es no estar muerto. »

Gómez de la Serna a consacré tout au long de sa carrière littéraire de nombreux livres à ce nouveau genre qu'il pratiquait aussi dans des rubriques de journaux. La greguería a été utilisée pour rénover le concept figé de la métaphore et de l'image poétique. La greguería anticipe le surréalisme. 
Dans sa préface à Total de greguerías, Ramón cite comme prédécesseurs de la greguería des auteurs tels que Lucien de Samosate, Horace, Shakespeare, Lope de Vega, Quevedo, Jules Renard, Saint-Pol-Roux, George Santayana, entre autres,.

## Exemples
D'un trait de plume vif et précis, Gómez de la Serna sait trouver la phrase lapidaire où se cristallise l'absurde de la vie, la poésie de l'instant, ou la revendication en filigrane de ses opinions. Il a dans cet art beaucoup de points communs avec Jules Renard.
- L'immortalité de la rose consiste dans le fait qu'elle est la sœur jumelle des roses futures. « La inmortalidad de la rosa consiste en el hecho de que ella es la hermana gemela de las futuras rosas. »
- La seule joie des gens mariés, c'est d'assister au mariage des autres... une joie diabolique ! « La única alegría de los casados está en asistir a la boda de los otros... ¡Alegría diabólica! »
- Le crocodile est une chaussure qui bâille de la semelle. « El cocodrilo es un zapato que bosteza la suela. »
- Le torticolis du pendu est incurable. « El torticoll del ahorcado es incurable. »
- On voit que le vent ne sait pas lire quand il feuillette les pages d'un livre à l'envers. « Podemos ver que el viento no puede leer cuando hojea las páginas de un libro al revés. »